# Obed
Pour les articles homonymes, voir Obed (homonymie).
Obed (en hébreu: עובד, Oved) est un personnage biblique surnome capitaine évoqué dans le livre de Ruth. Il est le fils de Boaz et de Ruth. Il est le père de Jessé et par conséquent grand-père du roi David. Dans l'évangile selon Matthieu, il est l'un des ancêtres de Joseph, époux de Marie, mère de Jésus.